# 2M1207 b

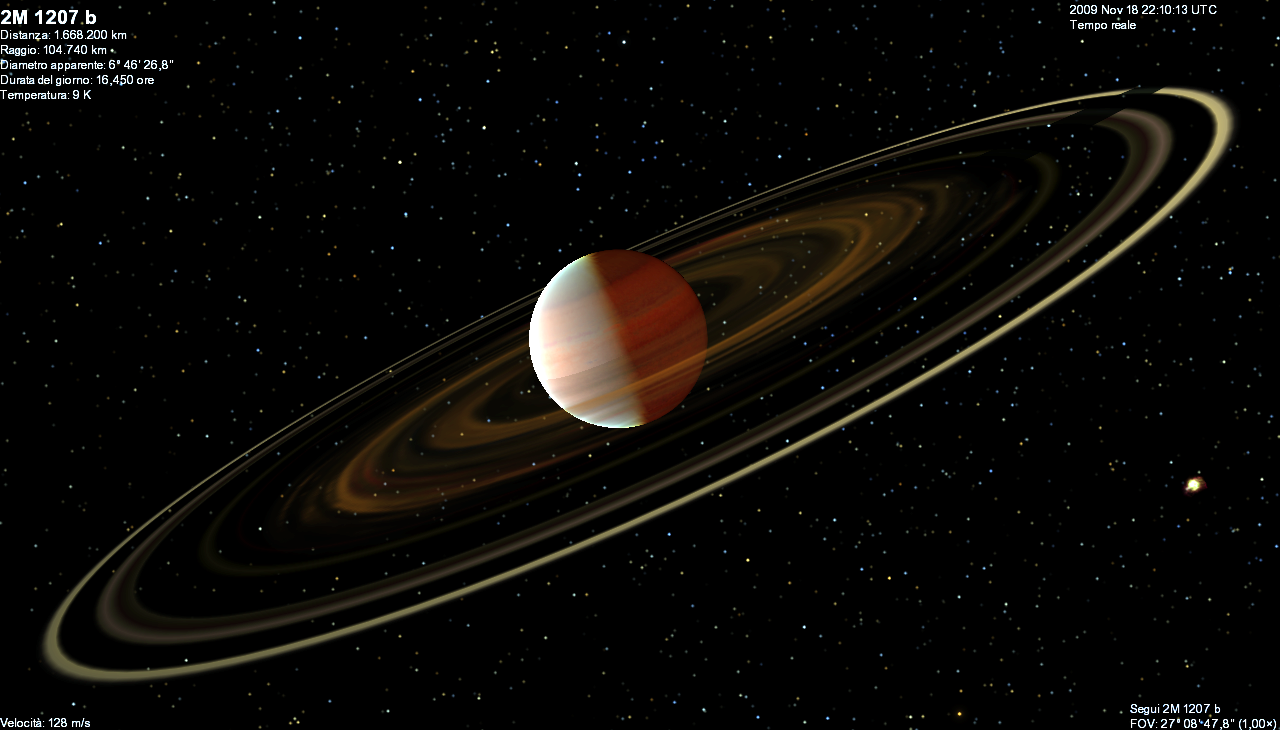
2M1207 b в уявленні художника

2M1207 b є об'єктом планетарної маси, що обертається навколо (Суб-)коричневого карлика 2M1207, у сузір'ї Центавра, завдальшки близько 170 св. років від Землі. Прикметний тим, що був першим кандидатом на позасонцеву планету, що безпосередньо спостерігали з Землі (в інфрачервоному світлі). Об'єкт виявили у квітні 2004 року за допомогою Дуже великого телескопа в Паранальскій обсерваторії в Чилі групою з Європейській південній обсерваторії, під орудою Ґаеля Шовена (фр. Gaël Chauvin).
Об'єкт — вельми гарячий газовий гігант; передбачувана температура його поверхні — приблизно 1600 K (1300 °C), переважно за рахунок гравітаційного стиснення. Його маса оцінена в 3-10 MJ, що нижче розрахункового порога для початку горіння дейтерію, який становить 13 MJ. Відстань між 2M1207 b і його сонцем в проєкції на небесну сферу дорівнює приблизно 40 а. о. (така ж, як між Плутоном і Сонцем). Її інфрачервоний спектр показує наявність води в молекулярному стані в атмосфері. Об'єкт — невідповідний кандидат для виникнення життя, як на його поверхні, так і на будь-якому з його можливих супутників.

## Виявлення, ідентифікація та властивості

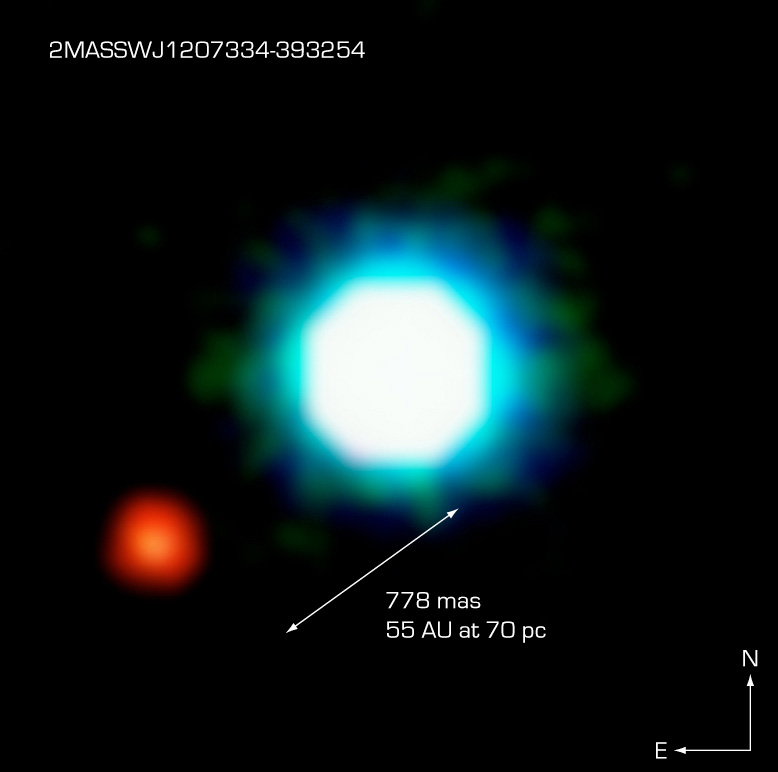
Інфрачервоне зображення 2M1207 (блакитний) і 2M1207 b (червоний). Кутова відстань між об'єктами — менше однієї секунди. Зображення отримано на 8,2-метровому VLT в Європейській південній обсерваторії

Світність 2M1207 b приблизно в 100 разів слабкіша, ніж у його компаньйона. Він був вперше помічений як «тьмяна рудувата плямочка світла» 2004 року на VLT. При першому спостереженні виникло питання, чи не є даний об'єкт оптично подвійною зіркою, але послідовні спостереження на «Габблі» і VLT показали, що об'єкти переміщаються разом і, отже, є (імовірно) подвійною зоряною системою.

## Виноски
1. 1 2 3  (англ.) Yes, it is the Image of an Exoplanet: Astronomers Confirm the First Image of a Planet Outside of Our Solar System [Архівовано 25 травня 2011 у Wayback Machine.], ESO Press Release 12/05, April 30, 2005, European Southern Observatory. Accessed on line July 10, 2010.
2. 1 2 3  (англ.) The Planetary Mass Companion 2MASS 1207-3932B: Temperature, Mass, and Evidence for an Edge-on Disk, Subhanjoy Mohanty, Ray Jayawardhana, Nuria Huelamo, and Eric Mamajek, Astrophysical Journal 657, #2 (March 2007), pp. 1064—1091. Bibcode: 2007ApJ...657.1064M doi:10.1086/510877.
3. 1 2  Star: 2M1207 [Архівовано 2011-10-06 у Wayback Machine.], Extrasolar Planets Encyclopaedia. Accessed on line June 15, 2008.
4. ↑  (англ.) 2M1207 b на VizieR
5. ↑  (англ.) «The Distance to the 2M1207 System» [Архівовано 24 січня 2008 у Wayback Machine.], Eric Mamajek, November 8, 2007. Accessed on line June 15, 2008.
6. ↑  (англ.) A giant planet candidate near a young brown dwarf. Direct VLT/NACO observations using IR wavefront sensing, G. Chauvin, A.-M. Lagrange, C. Dumas, B. Zuckerman, D. Mouillet, I. Song, J.-L. Beuzit, P. Lowrance, Astronomy and Astrophysics, 425 (October 2004), pp. L29-L32. Bibcode: 2004A&A...425L..29C doi:10.1051/0004-6361:200400056.
7. ↑  Оціночний спостережуваний прогнозований поділ від спостережуваного кутового розділення і розрахункової відстані (англ. Estimated observed projected separation from observed angular separation and estimated distance).
8. ↑  (англ.) Bolometric luminosity, Table 1, Mohanty 2007.